# John Hornby
Pour les articles homonymes, voir Hornby.
John Hornby (1880 - 1927) est un explorateur anglais, surtout connu pour ses expéditions dans la région arctique du nord canadien, notamment dans les « Barren Lands (en) » dans les Territoires du Nord-Ouest du Canada. 

## Biographie
Hornby est né dans une riche famille en Angleterre. Son père, A.N. Hornby, a été deux fois capitaine de l'Angleterre dans le test cricket. John émigre au Canada en 1904.
Le premier voyage de Hornby dans l'Arctique a lieu dans la région du Grand lac de l'Ours en 1908 et il développe une forte fascination pour la nature sauvage de l'Arctique canadien. Hormis des voyages occasionnels à Edmonton et son service militaire pendant la Première Guerre mondiale, Hornby passe le reste de sa vie dans la nature sauvage du Canada.
Hornby s'enrôle dans les 19e Dragons d'Alberta (en) pour combattre pendant la Première Guerre mondiale. C'est là qu'il rencontre Norman Lubbock Robinson (en) qui travaillera plus tard avec lui dans le nord canadien,,. Les journaux de Robinson décrivent leur travail ensemble et Robinson a pris des photos de Hornby lors de certaines de leurs excursions. Hornby est transféré dans l'armée britannique, où il travailla. Il ne sert que jusqu'en 1917, date à laquelle ses blessures l'obligent à prendre sa retraite militaire.
Il devient connu sous le nom de « l'ermite du nord » pour ses efforts à vivre de la terre avec des ressources limitées. En 1923, Hornby s'associe à l'Anglais James Charles Critchell-Bullock (en) (1898-1953) dans le but de passer une année entière dans l'Arctique près de la baie d'Hudson pour vivre de la terre sans approvisionnement à l'exception pour des armes. La paire survivent à peine et les journaux de Critchell Bullock forment la base du livre de Malcolm Waldron, Snow Man: John Hornby in the Barren Lands, publié pour la première fois en 1931,,. Des découvertes dans des archives en Angleterre ont révélé des lettres que Bullock a compilées dans un manuscrit pour raconter l'histoire de son propre point de vue. Son manuscrit a servi de base au livre Letters from The Barren Lands, publié en 2020.

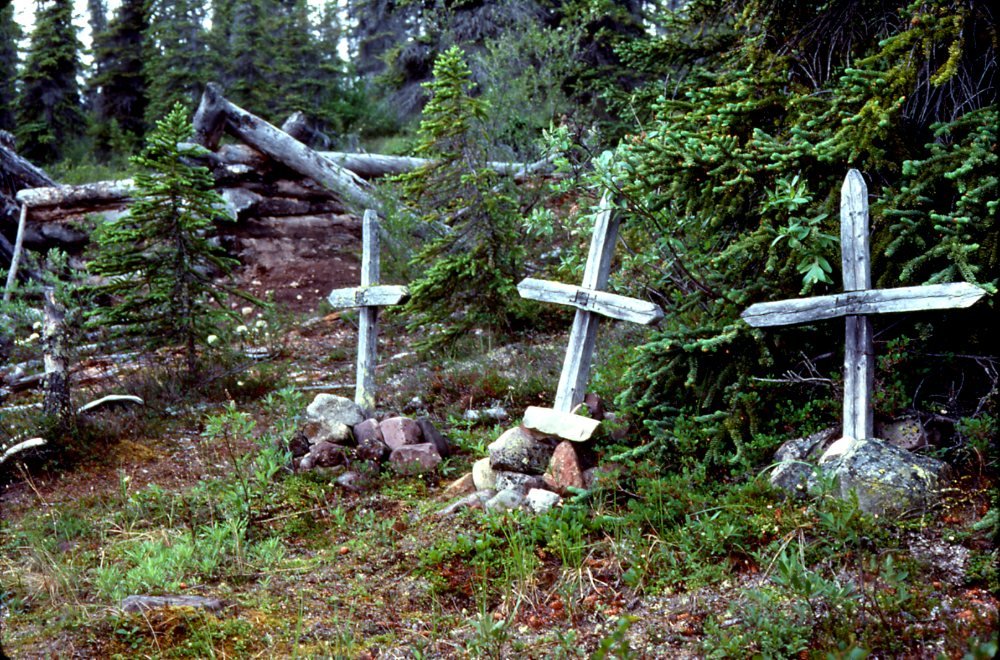
La cabane de John Hornby sur la rivière Thelon en 1978.

En 1926, Hornby tente de passer un an au bord de la rivière Thelon avec son cousin Edgar Christian (en), âgé de 18 ans, et un autre jeune homme, Harold Adlard. Malheureusement, le trio rate la migration des caribous vers le sud et manque de nourriture pour survivre à l'hiver. Hornby meurt de faim avec ses compagnons en 1927. Les tombes des trois hommes se trouvent près de la rivière Thelon.
Hornby recommande dans un rapport à la suite de son expédition avec Critchell Bullock que les zones proches des rivières Thelon et Hanbury soient créées comme sanctuaire de la faune. Le Thelon Game Sanctuary est créé en 1927 et est renommé Thelon Wildlife Sanctuary (en) en 1956. Cette région demeure le cœur de la plus grande région sauvage d'Amérique du Nord. La cabane où sont morts Hornby et ses compagnons, est à l'intérieur du Sanctuaire et a été conservée comme lieu historique.